# 本所吾妻橋駅
本所吾妻橋駅（ほんじょあづまばしえき）は、東京都墨田区吾妻橋三丁目にある、東京都交通局（都営地下鉄）浅草線の駅である。駅番号はA 19。
浅草通りと三ツ目通りの交差点の地下にあり、ターミナル駅である浅草駅と押上駅の間に位置している。

## 歴史
- 1960年（昭和35年）12月4日：都営地下鉄1号線（現・浅草線）の開通と同時に開業[1]。
- 2007年（平成19年）3月18日：ICカード「PASMO」の利用が可能となる[2]。

### 駅名の由来
「本所」は旧・本所区に由来し、元来は現在の墨田区南部一帯（南端は両国・菊川・錦糸町地区まで含む）を指す広範な地域名である。当駅周辺の地域は古くは中ノ郷（なかのごう）と称した。中ノ郷と本所は同義で、郷村の中心部を指す地名である。現在の駅南側の町名である本所は、1966年（昭和41年）の住居表示実施にあたり「厩橋」から改称されたもので（それ以前の変遷は「墨田区の町名」を参照）、本所地域の一部にあたる。
「吾妻橋」は駅北西の隅田川に架かる橋である。1774年（安永3年）10月に架橋され、当初「大川橋」と称していたのを1875年（明治8年）に改称した。大川橋時代から吾嬬神社の参道であったことから人々は「東橋」（あづまばし）と呼んでいた。町名として成立したのは1930年（昭和5年）のことである。
計画時の仮称は「吾妻橋二丁目」であった。

## 駅構造
相対式ホーム2面2線を有する地下駅である。

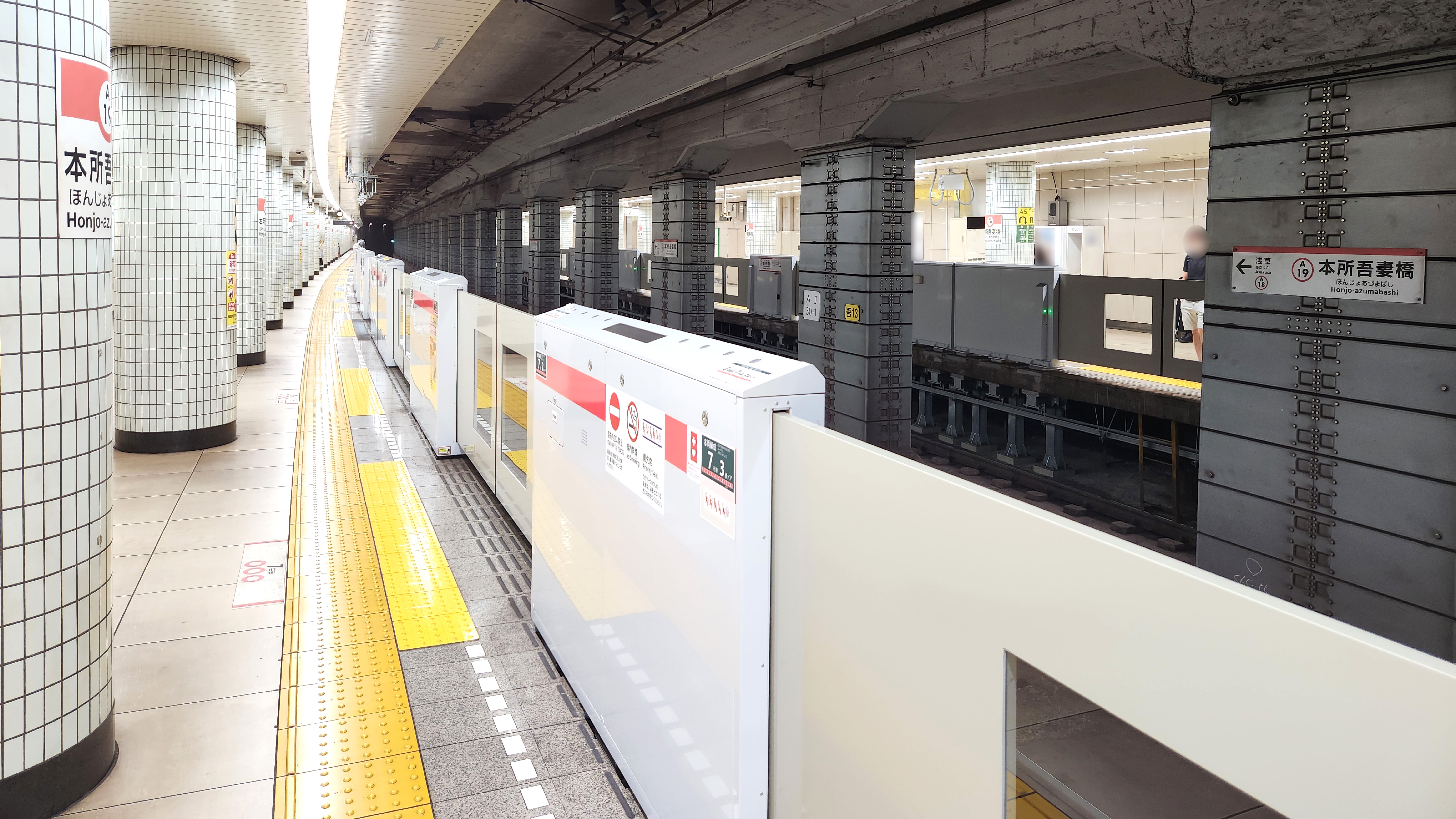
ホーム（2023年7月）

出入口は、吾妻橋交番前交差点の角ごとに各1か所（A1 - A4）とエレベーター専用のA0・A5の計6か所である。改札口は当初からホーム中央にあるほか、2011年（平成23年）からの駅改良工事により、地下連絡通路が改札外から改札内での移動に切り替えられ、2013年（平成25年）8月31日から2番線ホームの押上寄りにA5出口に直結する改札口（吾妻橋3丁目東方面改札）と自動券売機が設置された。同年1月28日に駅長事務室が1番線ホーム上から東駒形方面改札外へ移設された。

### のりば
| 番線 | 路線       | 行先                           |
| ---- | ---------- | ------------------------------ |
| 1    | 都営浅草線 | 西馬込・ 羽田空港・ 京急線方面 |
| 2    | 都営浅草線 | 押上・ 京成線・ 北総線方面     |

（出典：都営地下鉄:駅構内図）

### 駅設備
- 自動改札機 - 8台
- 自動券売機 - 7台
- エレベーター - 2基
- トイレ - 2番線ホーム側にある。当初は改札外にあったが、地下連絡通路と同様に駅改良工事の際に改札内に切り替えられた。
  - だれでもトイレ（多目的トイレ） - 1番線側改札外、2番線側改札内にそれぞれ設置。
- コインロッカー - 1番線側改札外に設置。
- 公衆電話 - 各改札の外側に1台ずつある。

## 利用状況
2023年（令和5年）度の1日平均乗降人員は20,350人（乗車人員：10,374人、降車人員：9,976人）である。浅草線内では高輪台駅、戸越駅に次いで3番目に少ない。
各年度の1日平均乗降・乗車人員の推移は下表の通りである。

### 平成
| 年度               | 1日平均 乗降人員 | 1日平均 乗車人員 | 出典     |
| ------------------ | ---------------- | ---------------- | -------- |
| 1990年（平成02年） |                  | 8,493            | [ * 1 ]  |
| 1991年（平成03年） |                  | 8,951            | [ * 2 ]  |
| 1992年（平成04年） |                  | 9,003            | [ * 3 ]  |
| 1993年（平成05年） |                  | 8,874            | [ * 4 ]  |
| 1994年（平成06年） |                  | 8,638            | [ * 5 ]  |
| 1995年（平成07年） |                  | 8,246            | [ * 6 ]  |
| 1996年（平成08年） |                  | 8,123            | [ * 7 ]  |
| 1997年（平成09年） |                  | 7,956            | [ * 8 ]  |
| 1998年（平成10年） |                  | 7,904            | [ * 9 ]  |
| 1999年（平成11年） |                  | 7,776            | [ * 10 ] |
| 2000年（平成12年） | 15,042           | 7,710            | [ * 11 ] |
| 2001年（平成13年） | 15,209           | 7,827            | [ * 12 ] |
| 2002年（平成14年） | 15,156           | 7,795            | [ * 13 ] |
| 2003年（平成15年） | 14,884           | 7,489            | [ * 14 ] |
| 2004年（平成16年） | 14,907           | 7,530            | [ * 15 ] |
| 2005年（平成17年） | 15,030           | 7,597            | [ * 16 ] |
| 2006年（平成18年） | 15,549           | 7,852            | [ * 17 ] |
| 2007年（平成19年） | 16,431           | 8,327            | [ * 18 ] |
| 2008年（平成20年） | 17,117           | 8,641            | [ * 19 ] |
| 2009年（平成21年） | 16,990           | 8,579            | [ * 20 ] |
| 2010年（平成22年） | 17,394           | 8,786            | [ * 21 ] |
| 2011年（平成23年） | 17,104           | 8,668            | [ * 22 ] |
| 2012年（平成24年） | 17,490           | 8,778            | [ * 23 ] |
| 2013年（平成25年） | 17,411           | 8,773            | [ * 24 ] |
| 2014年（平成26年） | 17,706           | 8,939            | [ * 25 ] |
| 2015年（平成27年） | 18,431           | 9,314            | [ * 26 ] |
| 2016年（平成28年） | 18,737           | 9,488            | [ * 27 ] |
| 2017年（平成29年） | 19,111           | 9,677            | [ * 28 ] |
| 2018年（平成30年） | 19,361           | 9,808            | [ * 29 ] |

### 令和
| 年度               | 1日平均 乗降人員 | 1日平均 乗車人員 | 出典     | 出典       |
| 年度               | 1日平均 乗降人員 | 1日平均 乗車人員 | 東京都   | 交通局     |
| ------------------ | ---------------- | ---------------- | -------- | ---------- |
| 2019年（令和元年） | 19,630           | 9,953            | [ * 30 ] | [ 都交 2 ] |
| 2020年（令和02年） | 14,500           | 7,369            |          | [ 都交 3 ] |
| 2021年（令和03年） | 15,226           | 7,748            |          | [ 都交 4 ] |
| 2022年（令和04年） | 17,554           | 8,936            |          | [ 都交 5 ] |
| 2023年（令和05年） | 20,350           | 10,374           |          | [ 都交 1 ] |

## 駅周辺
- 警視庁本所警察署吾妻橋交番
- 本所吾妻橋駅前郵便局
- 小森コーポレーション - 駅東側に本社、関連社屋が駅周辺に所在
- イチジク製薬
- 中ノ郷信用組合本店
- リバーピア吾妻橋
  - 墨田区役所 - 当駅が最寄り駅となっている。
  - アサヒグループホールディングス本社
    - アサヒビール本社
    - アサヒ飲料本社
    - スーパードライホール
- 東京ミズマチ
- 隅田公園
  - 牛嶋神社
  - なお、隅田公園内に東武伊勢崎線の隅田公園駅が1943年まで営業しており（休止後、戦災の影響により廃止）、戦前は同駅が本地域の玄関口となっていた。
- 大横川親水公園
- たばこと塩の博物館
- とうきょうスカイツリー駅（東武スカイツリーライン）
- 東京消防庁本所消防署東駒形出張所
- 墨田区立横川小学校
- 宮城野部屋

## バス路線
最寄りのバス停留所は、都営バスと京成バス東京の本所吾妻橋停留所と、墨田区内循環バス「すみだ百景 すみまるくん・すみりんちゃん」（京成バス運行受託）の本所吾妻橋駅北（清雄寺入口）および本所吾妻橋駅東（南蔵院跡）の両停留所である。
| のりば                                                  | 運行事業者                    | 系統・行先                                                                                | 備考                                   |
| 本所吾妻橋                                              | 本所吾妻橋                    | 本所吾妻橋                                                                                | 本所吾妻橋                             |
| ------------------------------------------------------- | ----------------------------- | ----------------------------------------------------------------------------------------- | -------------------------------------- |
| 1                                                       | 都営バス                      | - 門33：亀戸駅前 - 草39：金町駅前・青戸車庫前                                             |                                        |
| 2                                                       | 都営バス                      | - 都08(T08)：錦糸町駅前 - 業10：とうきょうスカイツリー駅前 - 上23：平井駅前・東墨田二丁目 |                                        |
| 2                                                       | 京成バス東京                  | - 有01：亀有駅 - 新小59：新小岩駅東北広場                                                 | 土休日のみ運行                         |
| 3                                                       | 都営バス                      | 門33：豊海水産埠頭                                                                        |                                        |
| 4                                                       | 都営バス                      | - 上23：上野松坂屋前 - 草39：浅草寿町・上野松坂屋前                                       | 「草39」の上野松坂屋前行は平日のみ運行 |
| 4                                                       | 京成バス東京                  | 有01・新小59：浅草寿町                                                                    | 土休日のみ運行                         |
| 5                                                       | 都営バス                      | 都08(T08)：日暮里駅前・東武浅草駅前                                                       |                                        |
| 6                                                       | 都営バス                      | - 業10：新橋・木場駅前 - 業10出入：深川車庫前                                             |                                        |
| 本所吾妻橋駅北（清雄寺入口） 本所吾妻橋駅東（南蔵院跡） |                               |                                                                                           |                                        |
|                                                         | 墨田区内循環バス （京成バス） | 南部ルート：錦糸町駅北口方面・春慶寺前                                                    |                                        |

## その他
- A4出入口は「こちら葛飾区亀有公園前派出所」単行本76巻の扉絵（中表紙）に描かれている。

## 隣の駅
東京都交通局（都営地下鉄）
 都営浅草線
■エアポート快特
通過
■エアポート快特以外の列車種別
浅草駅 (A 18) - 本所吾妻橋駅 (A 19) - 押上駅 (A 20)